# Hermann Tardel
 Hermann Tardel  (* 25. Mai 1869 in Güstrow; † 2. August 1951 in Bremen) war ein deutscher Pädagoge, Literaturhistoriker und Volkskundler.

## Biografie
Tardel war der Sohn des Oberpostdirektionssekretärs Ludwig Tardel und seiner Frau Charlotte, geborene Jacobsen. Er besuchte bis 1888 das Realgymnasium in Schwerin und studierte neuere Sprachen und Germanistik an der Universität Berlin, der Universität Leipzig und der Universität Rostock. Er promovierte 1894 zum Dr. phil. in Rostock. Nach Studienaufenthalten in Genf und Paris machte er von 1893 bis 1894 ein Seminarjahr am Schweriner Realgymnasium. Er lehrte 1894/95 am Friderico-Francisceum Gymnasium in Bad Doberan und dann an der Realschule in Graudenz sowie seit 1896 an der Höheren Bürgerschule in Rostock.
1898 wurde er an die Handelsschule in Bremen  berufen und 1905 Lehrer und Leiter am Bremer Realgymnasium (heute Hermann-Böse-Gymnasium). 1913 verlieh ihm der Senat der Freien Hansestadt Bremen den Professorentitel. 1933 wurde er pensioniert.
Tardel veröffentlichte Arbeiten über den Naturforscher und Dichter Adelbert von Chamisso und über den sozialistisch-revolutionären Dichter Georg Herwegh. Er wandte sich dann zunehmend der plattdeutschen Sprache und der Volkskunde zu und schrieb Werke und Aufsätze unter anderem zur Bremer Theatergeschichte (In: Bremisches Jahrbuch, Band 30, Bremen 1926) und zu bremischen Sprichworten und Reimen. Als Ernst Grohne seine Niederdeutsche Zeitschrift für Volkskunde von Hamburg nach Bremen verlegte, hat Tardel viel mit ihm zusammengearbeitet.

## Werke
- Untersuchungen zur mittelhochdeutschen Spielmannspoesie. Dissertation, Rostock 1894.
- Das englische Fremdwort in der modernen französischen Sprache, 1899.
- Die Sage von Robert dem Teufel in neueren Deutschen Dichtungen und in Meyerbeers Oper, 1900. Kessinger Publishing, 2009, ISBN 1-120-42194-2.
- Studien zur Lyrik Chamissos. Guthe, Bremen 1902. (Digitalisat)
- Chamissos Werke. Hrsg. von Hermann Tardel, 1907.
- Zwei Liedstudien : 1. Die englisch-schottische Raben-Ballade; 2. Das Lammerstraten-Lied. Guthe, Bremen 1914 (Digitalisat)
- Herweghs Werke, Gedichte eines Lebendigen. Deutsches Verlagshaus Bong & Co., Berlin 1919.
- Bremen im Sprichwort, 1929.
- Bremen im Sprichwort, Reim und Volkslied. Bremer Schlüssel-Verlag, Bremen 1931 und neu 1947
- Handschriftliche Nachträge zu Heinrich Smidts Bremischen Kinderliedern (1836). In: Volkskundliche Gaben. John Meier zum siebzigsten Geburtstage dargebracht, Berlin: de Gruyter 1934, S. 269–279.
- Goethes Beziehungen zu bremischen Zeitgenossen, 1935
- Studien zur Bremischen Theatergeschichte. Oldenburg 1945.
- Der Bremer Schlüssel. Zur Geschichte des Wahrzeichens. Bremer Schlüssel Verlag Hans Kasten, Bremen 1946.
- Der arme Heinrich. In: Neuere Dichtung, Gerstenberg, Hildesheim 1978, ISBN 3-8067-0620-4.